# Maria (Siquijor)
Maria is een gemeente in de Filipijnse provincie Siquijor op het gelijknamige eiland. Bij de laatste census in 2007 had de gemeente bijna 13 duizend inwoners.

## Geografie

### Bestuurlijke indeling
Maria is onderverdeeld in de volgende 22 barangays:
| - Bogo - Bonga - Cabal-asan - Calunasan - Candaping A - Candaping B - Cantaroc A - Cantaroc B - Cantugbas - Lico-an - Lilo-an | - Looc - Logucan - Minalulan - Nabutay - Olang - Pisong A - Pisong B - Poblacion Norte - Poblacion Sur - Saguing - Sawang |

## Demografie
Maria had bij de census van 2007 een inwoneraantal van 12.974 mensen. Dit zijn 699 mensen (5,7%) meer dan bij de vorige census van 2000. De gemiddelde jaarlijkse groei komt daarmee uit op 0,77%, hetgeen lager is dan het landelijk jaarlijks gemiddelde over deze periode (2,04%). Vergeleken met de census van 1995 is het aantal mensen met 1.868 (16,8%) toegenomen.

De bevolkingsdichtheid van Maria was ten tijde van de laatste census, met 12.974 inwoners op 53,37 km², 243,1 mensen per km².